# Rodrigo (opera)

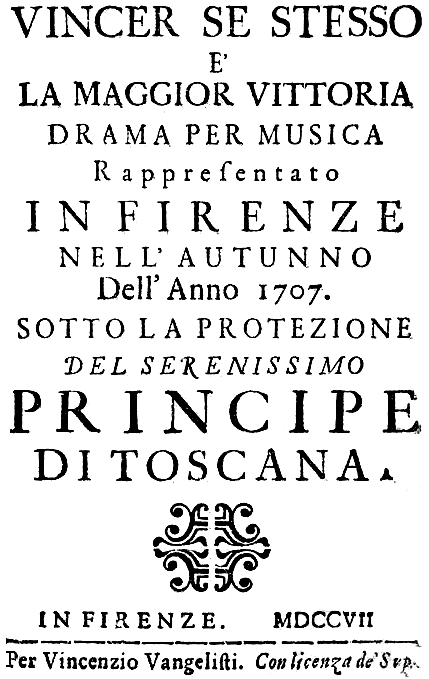
Georg Friedrich Händel - Rodrigo

Rodrigo, HWV 5 là vở opera 3 màn của nhà soạn nhạc người Anh gốc Đức George Frideric Handel. Handel đã dựa vào lời có trong tác phẩm II duello d'Amore e di Vendetta của Francesco Silvani để có được lời cho vở opera của mình. Ông sáng tác vở opera này vào năm 1707. Tác phẩm được nhiều người ưa chuộng.